# Vilém z Talmberka a Miličína
Vilém z Talmberka a Miličína (též německy Wilhelm von Thalenberg) byl moravský šlechtic, přísedící zemského soudu a první doložený člen rodu pánů z Talmberka.[ve zdroji nenalezeno]

## Život

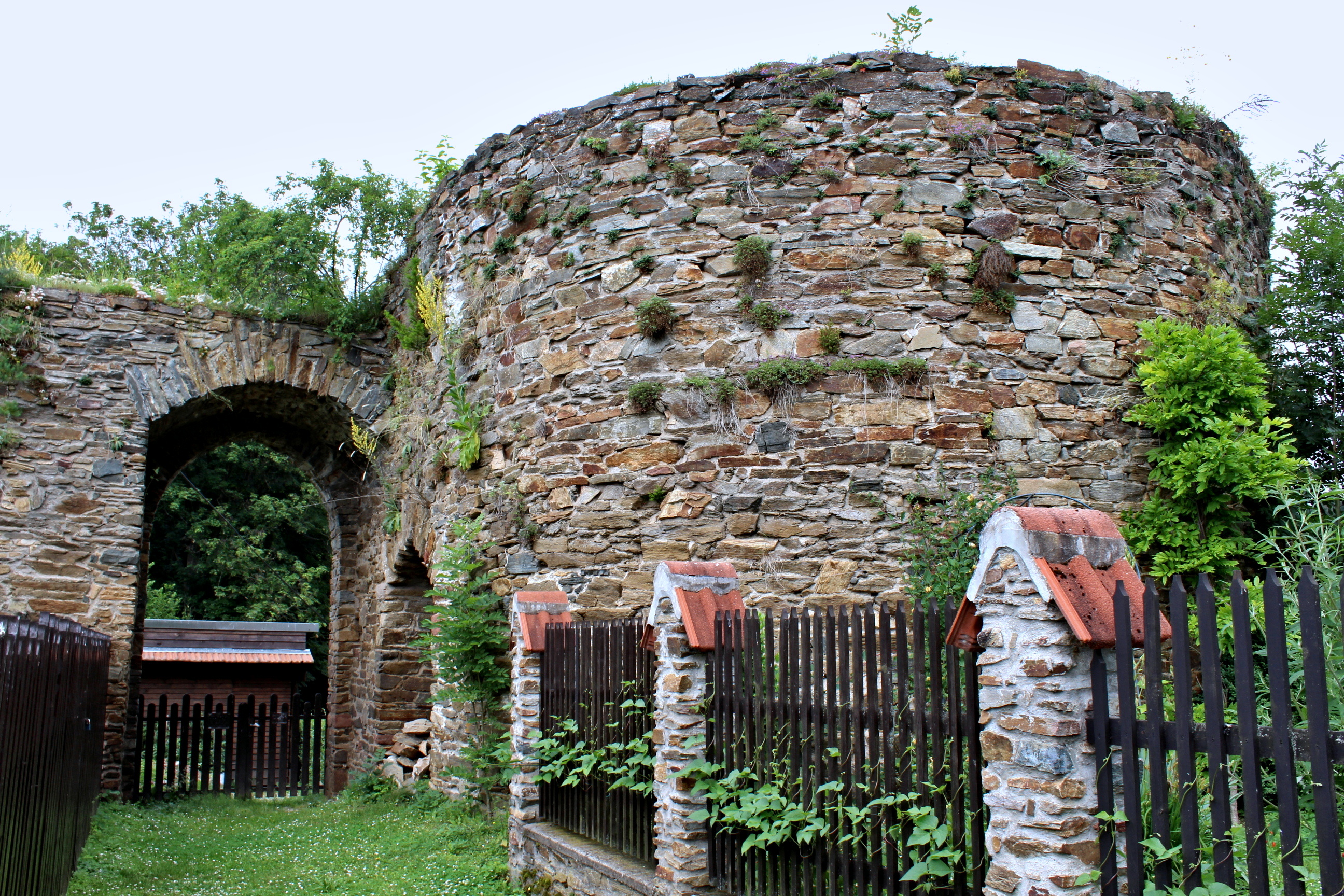
Zbytky věže hradu Talmberk

Vilém byl blízce spřízněn s Hroznatou z Úžic, možná byl jeho synovcem, dle některých zdrojů méně pravděpodobně jeho synem.[chybí lepší zdroj]
Poprvé je zmiňován v roce 1297, či již roku 1283 jako majitel panství Miličín na Benešovsku.[ve zdroji nenalezeno]
Byl příznivcem Záviše z Falkenštejna, ovšem na rozdíl od ostatních členů svého rodu, kteří se zapojili do odboje proti králi Václavovi II., se Vilém bojů neúčastnil. Tím předešel zabavení majetku, který v roce 1291 postihl jeho příbuzné.[ve zdroji nenalezeno] Vilém držel v roce 1291 hrad Talmberk u Ratají na řece Sázavě. 
Vilém měl dva syny, Diviše a Nezamysla, kteří jsou zmíněni v letech 1316 a 1336. Jeho potomkům patřily Slatiňany, Miličín, statky na Čáslavsku i ve východních Čechách a opakovaně působili jako sudí či purkrabí.